# دانشگاه پاوول یوزف شافاریک
دانشگاه پاوول یوزف شافاریک (به لاتین: Pavol Jozef Šafárik University) یک دانشگاه دولتی در اسلواکی است که در کوشیتسه واقع شده‌است.